# Улрих (Мекленбург)
Улрих фон Мекленбург (на немски: Ulrich von Mecklenburg; * 5 март 1527, Шверин; † 14 март 1603, Гюстров) от фамилията Мекленбург, е херцог на Мекленбург-Гюстров (1555/1556 – 1603), и като Улрих I лутерански администратор на епископство Шверин (1550 – 1603) и накрая Нестор на германския имперски княжески съвет. Наричан е също като херцог на Мекленбург и Улрих III фон Мекленбург, понеже има още двама херцози на Мекленбург-Щаргард със същото име Улрих.

## Живот
Tой е третият син на херцог Албрехт VII фон Мекленбург „Красивия“ (1486 – 1547) и съпругата му Анна фон Бранденбург (1507 – 1567), дъщеря на курфюрст Йоахим I фон Бранденбург (1484 – 1535) и Елизабет Датска (1485–1555), дъщеря на Йохан I, крал на Дания, Норвегия и Швеция.
Улрих отива на 12 години за възпитание в баварския двор. През 1539 г. той следва теология и право в университета в Инголщат. След смъртта на баща му през 1547 г. той, заедно с братята му Йохан Албрехт I (1525 – 1576) и Георг (1528 – 1555), получава херцогството от император Карл V. Улрих се отказва първо от участие в управлението и започва да живее в Бюцов и през 1550 г. последва братовчед си херцог Магнус III фон Мекленбург (1509 – 1550) като администратор на епископство Шверин.
След смъртта на чичо му херцог Хайнрих V фон Мекленбург (1503 – 1552) Улрих желае, според договора, да има участие в управлението на страната. Започва голям наследствен конфликт с брат му Йохан Албрехт I, който е разрешен през 1556 г. с нареждането на бранденбургския курфюрст Йоахим II.
На 17 февруари 1555 г. Улрих става съ-регент на брат си в Гюстров. След смъртта на брат му (1576) Улрих поема често опекунското управление за неговите наследници. Така за сина му Йохан VII от 1576 – 1585 г. и за неговия внук Адолф Фридрих I до 1603 г. Улрих си приготвя дворецът Гюстров за своя главна резиденция. Неговите допълнителни резиденции са замък Щаргард, княжеското имение Нойбранденбург също дворците Даргун, Доберан и Бюцов.

## Фамилия
Улрих се жени на 16 февруари 1556 г. в Копенхаген за принцеса Елизабет Датска (* 14 октомври 1524; † 15 октомври 1586), вдовица на херцог Магнус III фон Мекленбург (1509 – 1550), най-възрастната дъщеря на датския и норвежки крал Фридрих I (1471 – 1533) и втората му съпруга принцеса София Померанска (1498 – 1568). Заедно с Елизабет Датска през 1575 г. той прави училище за благороднически дъщери в манастир Рюн. Двамата имат една дъщеря, която става на 14 години кралица на Дания:
- София фон Мекленбург (1557 – 1631), омъжена на 20 юли 1572 г. в Копенхаген за братовчед си Фредерик II († 1588), крал на Дания и Норвегия.

През 1588 г. той се жени втори път във Волгаст за принцеса Анна фон Померания-Волгаст (* 1554, Волгас; † 1626, дворец Грабов), дъщеря на херцог Филип I от Померания-Волгаст (1515 – 1560) и Мария Саксонска (1515 – 1583), дъщеря на курфюрст Йохан Твърди. Бракът е бездетен.
- Гербът на херцог Улрих и съпругата му Елизабет Датска във входа на дворец Гюстров
- Елизабет Датска (отпред) и Анна от Померания (отзад), стенен гроб в катедралата на Гюстров (2009)